# 고래몬
《고래몬》은 디지털 몬스터에 나오는 가공의 생명체이며 성숙기/완전체의 수서형 디지몬이다. 원판 이름은 호에몬(WHAMON, ホエーモン).

## 생김새
이름 그대로 거대한 고래의 모습을 한 디지몬으로 심해에 서식하고 있다. 그 거대함은 디지털 월드 최대 클래스. 따라서 통상의 컴퓨터로는 처리할 수 없을 만큼 방대한 데이터량을 가지고 있다. 필살기는 제트 분사.

## 행적
목소리 연기: 키무라 마사후미 / 故 김관진
14화에서 첫 등장한다. 선택받은 아이들이 배를 타고 바다로 나갈 때 검은 톱니바퀴에 조종당해서 선택받은 아이들을 물과 함께 삼켜버려서 뱃속에 있는 검은 톱니바퀴를 제거해 준 답례로 깊은 바닷속에 데블몬이 숨겨높은 목걸이를 찾았고, 신대륙까지 안전하게 데려다줬다. 그 이후 메탈시드라몬에게 위기를 당할 시 재등장해서 아이들을 구해주었고, 메탈시드라몬이 워그레이몬을 씹어먹으려고 할 때 몸통박치기로 워 그레이몬을 구해주다가 얼티밋 스트림에 의해 리타이어 당해서 분노를 느낀 신태일의 마음이 워그레이몬에게 통해서 메탈시드라몬을 해치운데 성공한다. 그 후 메탈시드라몬과 함께 소멸한다.
• 故 김관진 성우님이 2015년 1월 15일에 별세.